# Dick Dale
Dick Dale   (Boston, 4 de maig de 1937 - Loma Linda, 16 de març de 2019), de nom real Richard Anthony Monsour, va ser un guitarrista estatunidenc conegut amb el sobrenom de "The King Of The Surf Guitar" ("El rei de la guitarra surf").
Dick Dale va inventar la música surf a la dècada de 1950. Va practicar aquest esport fins que el va abandonar fastiguejat pel volum del negoci. Es va reunir amb Leo Fender per millorar la guitarra i l'amplificador: la guitarra elèctrica Fender Stratocaster. Tocava amb el volum de la reverberació al màxim i amb una guitarra de dretans però sense canviar-li les cordes. El seu èxit més conegut és l'adaptació d'una melodia popular "Mirsilou" que surt a la banda sonora de Pulp Fiction.